# Église Saint-Nicolas (Neder-Over-Heembeek)
Pour les articles homonymes, voir Église Saint-Nicolas.
 (décembre 2016).
Si vous disposez d'ouvrages ou d'articles de référence ou si vous connaissez des sites web de qualité traitant du thème abordé ici, merci de compléter l'article en donnant les références utiles à sa vérifiabilité et en les liant à la section « Notes et références ».
L'ancienne église Saint-Nicolas (en néerlandais : Oude Sint-Niklaaskerk) de Neder-Over-Heembeek était l'église du village-haut (Over-Heembeek), un village alors au nord, et hors des limites de la ville de Bruxelles, situé au bord du ruisseau homonyme qui se jette un peu plus loin dans la Senne.

## Histoire

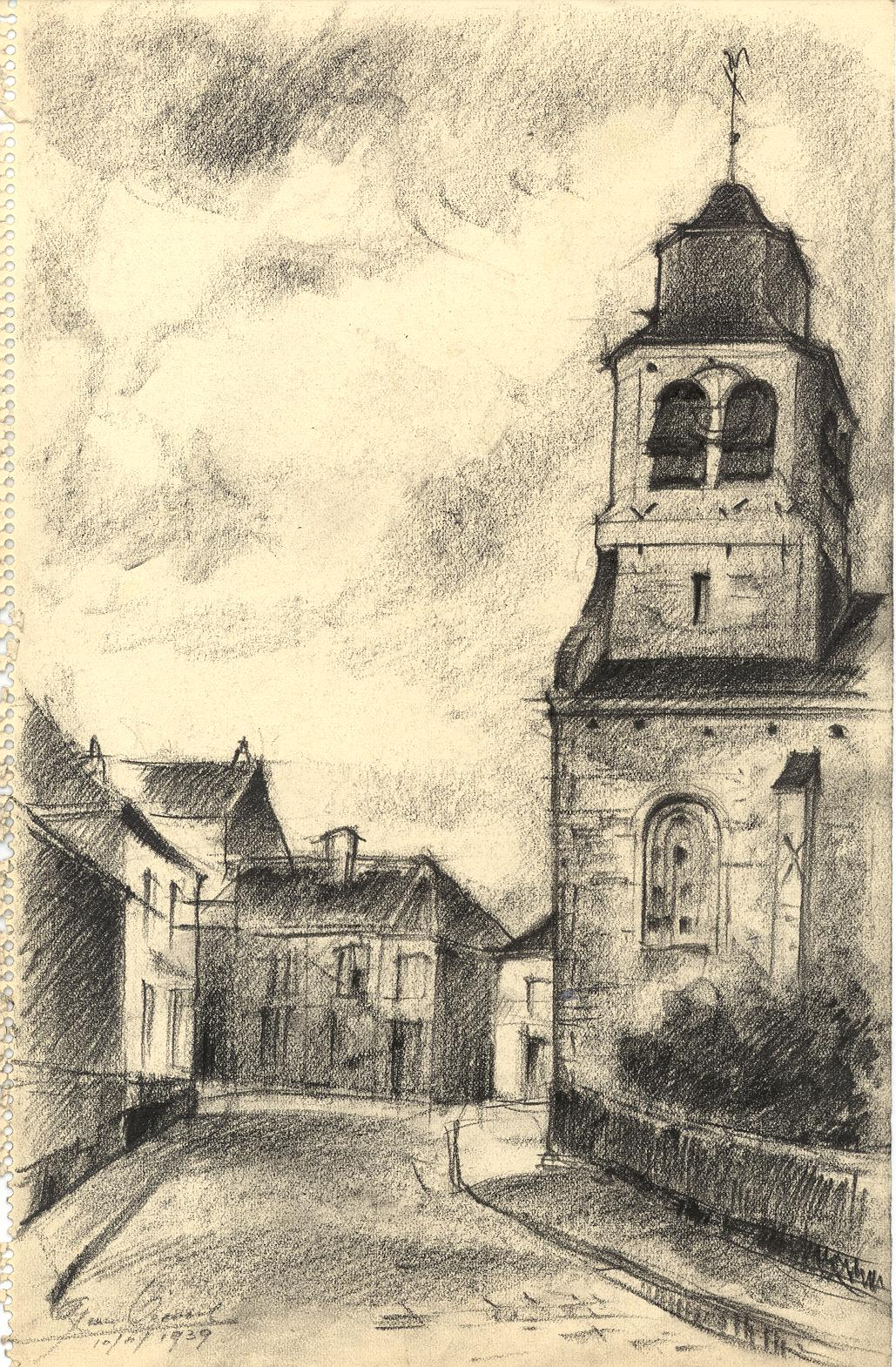
L'église Saint-Nicolas à Neder-Over-Heembeek en 1939 (Dessin par Léon van Dievoet).

Au début du XIIe siècle, église et cure du village (c’est-à-dire le « soin des âmes »)  sont confiés par l’évêque de Cambrai, Odon de Tournai, aux prémontrés de l’abbaye de Dieleghem récemment fondée (en 1095). 
L’église est reconstruite en style baroque à la fin du XVIIe siècle. Les travaux durent longtemps et l’édifice n’est consacré comme lieu de culte qu’en 1743.
En 1814, les deux villages fusionnent pour ne former qu'une entité mais ils gardent chacun leur propre église. 
En 1921, Neder-Over-Heembeek est intégré à la Ville de Bruxelles. Peu après, en 1932, l’église Saint-Nicolas est déconsacrée car les deux paroisses de Neder- et Over-Hembeek sont réunies en une seule. La nouvelle église Saints-Pierre-et-Paul, construite en 1935, devient leur lieu de culte.
L'édifice a fait l'objet d'une mesure de classement au titre de monument par arrêté royal du 14 mars 1940.
Restaurée en 1953, l’église Saint-Nicolas abrite aujourd’hui le centre culturel de Bruxelles.